# Vũ Bằng (nhà văn)
Vũ Bằng (3 tháng 6 năm 1913 – 7 tháng 4 năm 1984), họ và tên đầy đủ là Vũ Đăng Bằng, là một nhà văn, nhà báo của Việt Nam. Ông là người có sở trường về viết truyện ngắn, tùy bút, bút ký. Ông đã vào Sài Gòn sau 1954 để làm báo và hoạt động tình báo. Ngoài bút hiệu Vũ Bằng, ông còn ký với các bút hiệu khác: Tiêu Liêu, Vịt Con, Thiên Thư, Vạn Lý Trình, Lê Tâm, Hoàng Thị Trâm .

## Tiểu sử
Vũ Bằng sinh ngày 3 tháng 6 năm 1913 tại Hà Nội và lớn lên trong một gia đình Nho học, quê gốc ở làng Lương Ngọc, huyện Bình Giang, tỉnh Hải Dương. Ông theo học Trường Trung học Albert Sarraut, tốt nghiệp Tú tài Pháp. Ông là một người có tính cách cởi mở, thanh lịch và được mọi người quý như " Người đàn ông quý tộc "
Cha mẹ Vũ Bằng sinh sáu người con, ba trai ba gái. Cha mất sớm, Vũ Bằng ở với mẹ là chủ một tiệm bán sách ở phố Hàng Gai (Hà Nội), nên không bị thiếu thốn. Ngay khi còn nhỏ ông đã say mê viết văn, làm báo. Năm 16 tuổi ông đã có truyện đăng báo, liền sau đó ông lao vào nghề văn, nghề báo với tất cả niềm say mê, chứ không phải vì mưu sinh.
Năm 1935, ông lập gia đình với bà Nguyễn Thị Quỳ, người Bắc Ninh. Cuối năm 1946, Vũ Bằng cùng gia đình tản cư ra vùng kháng chiến.
Cuối năm 1948, trở về Hà Nội, ông bắt đầu tham gia hoạt động trong mạng lưới tình báo cách mạng. Năm 1954, được sự phân công của tổ chức, ông vào Sài Gòn, để lại vợ và con trai ở Hà Nội (năm 1967, bà Quỳ qua đời) và tiếp tục hoạt động cho đến 30 tháng 4 năm 1975. Vì nhiều nguyên nhân, trong đó có sự đứt đoạn đường dây liên lạc, mãi đến sau này, ông mới được công nhận là người hoạt động cách mạng và được truy tặng huân chương nhà nước . Ở Sài Gòn, ông lập gia đình với bà Phấn.
Ông mất lúc 4 giờ 30 phút ngày 7 tháng 4 năm 1984 tại Thành phố Hồ Chí Minh, thọ 71 tuổi. Ngày 13 tháng 2 năm 2007, nhà văn Vũ Bằng được truy tặng Giải thưởng Nhà nước về văn học nghệ thuật.

## Sự nghiệp văn chương
Năm 17 tuổi (1931), ông xuất bản tác phẩm đầu tay Lọ Văn. Trong lãnh vực báo chí, ngay từ trong thập niên 30, thập niên 40, nghĩa là lúc ông còn rất trẻ, ông đã là chủ bút tờ Tiểu Thuyết Thứ Bảy, thư ký tòa soạn tờ Trung Bắc Chủ Nhật và cộng tác với nhiều tờ báo ở Hà Nội, Sài Gòn... Và "có thể nói trong lịch sử văn học từ những năm 30 cho đến năm 1954, Vũ Bằng là một trong những người hoạt động sôi nổi nhất"(Triệu Xuân) .
Mặc cho người mẹ cản ngăn, muốn ông du học Pháp để làm bác sĩ y khoa, Vũ Bằng quyết chí theo nghiệp văn chương . Đến khi in được vài truyện ngắn và tiểu thuyết, ông sa vào lãnh vực ăn chơi vào loại khét tiếng. Khoảng năm 1934 - 1935, Vũ Bằng nghiện á phiện rất nặng suốt 5 năm. Nhờ người cô ruột và nhờ vợ là Nguyễn Thị Quỳ thường xuyên săn sóc, khuyên nhủ, cộng với sự quyết tâm của bản thân nên ông đã cai được, rồi viết cả một cuốn tự truyện mang tên Cai.
Sau năm 1954, Vũ Bằng vào Sài Gòn tiếp tục viết văn, làm báo. ông làm việc tại Việt Tấn Xã và cộng tác với nhiều tờ báo. Ông chuyên về dịch thuật nhiều hơn sáng tác. Đặc biệt với "cái ăn" ông viết rất tuyệt vời: Miếng ngon Hà Nội (bút ký, 1960), Miếng lạ miền Nam (bút ký, 1969) và trong Thương Nhớ Mười Hai (hồi ký, 1972).

## Nhận xét về Vũ Bằng:
- Nhà văn Vũ Ngọc Phan:

Tiểu thuyết của Vũ Bằng rất gần với tiểu thuyết của Nguyễn Công Hoan về lối tả cảnh và nhân vật, dù là họ ở vào cảnh nghèo khổ hay cảnh giàu sang, bao giờ Vũ Bằng cũng tả bằng ngọn bút dí dỏm, nhạo đời hơi đá hoạt kê một chút; còn về cảnh, ông chỉ tả sơ sơ; ông chú trọng cả vào hành vi ấy là động tác của cuốn tiểu thuyết và gây nên những cảnh riêng biệt cho nhân vật...
- Nhà văn Tô Hoài:

Những năm ấy Nam Cao đương ở với tôi trên Nghĩa Đô. Chúng tôi mải mê đọc Vũ Bằng... Nếu nhà nghiên cứu văn học nào lưu tâm đến những truyện ngắn Vũ Bằng thời kỳ ấy với truyện ngắn của Nam Cao và những truyện ngắn "Bụi ô tô", "Một đêm sáng giăng suông"... của tôi trên báo Hà Nội Tân văn có thể dễ dàng nhận thấy hai ngòi bút này hơi hướng Vũ Bằng. Chính chúng tôi vẫn thường thành tâm tự nhận xét ảnh hưởng ấy với anh ấy... 
- Thi sĩ Nguyễn Vỹ:

Anh có lối tả chân thật đặc biệt và trào phúng chuyên môn, có khi rất nhẹ nhàng khả ái như Alphonse Daudet, có khi cầu kỳ lý thú như Courteline. Tôi không nói Vũ Bằng là một văn hào, nhưng chắc chắn anh là một nhà văn Việt Nam độc đáo trên lĩnh vực tả chân trào phúng, trước kia và bây giờ.
- Nhà văn Võ Phiến trong tác phẩm Văn Học Miền Nam:

Vũ Bằng có lúc tay nầy một tờ báo của Vũ Đình Long, tay kia một tờ khác của Nguyễn Doãn Vượng; có lúc một mình trông nom cả ba tờ báo ở Sài Gòn là Đồng Nai, Sài Gòn Mai và Tiếng Dân; lại có lúc vừa viết cho Dân Chúng, làm tổng thư ký báo Tin Điện, lại vừa hợp tác với người thứ ba làm báo Vịt Vịt...
- Nhà văn Tạ Tỵ đã gọi Vũ Bằng là Người trở về từ cõi đam mê, và ông đã viết như sau:

Vũ Bằng là một hiện tượng. Trong suốt dòng sông của cuộc đời có mặt, Vũ Bằng đã đánh đổi tất cả chỉ để xin lấy về phần mình hơi thở của nghệ thuật. Vũ Bằng thích sống một đời sống nhiều đam mê, dù là tội lỗi, hơn đạo đức. Theo anh, đã sống phải nếm đủ mùi đời mới thực là sống, còn bôn ba theo đuổi danh lợi rồi chết im lìm thì chỉ là sống một cách què cụt, thiếu sót...Tuy nói vậy, chứ Vũ Bằng còn ham làm việc lắm. Anh thường nói với tôi, anh ước mong viết...Đó, chân dung Vũ Bằng với ngần ấy ước vọng ở mức tuổi gần 60. Ước vọng tuy không lớn lao nhưng thời gian và cơm áo có cho phép Vũ Bằng thực thi dự định? Riêng tôi, tôi cầu chúc cho ước vọng của Vũ Bằng thành sự thực. Nhưng khi nhìn thẳng vào đời sống của Vũ Bằng dưới mái nhà nhỏ bé bên chân cầu Tân Thuận, tự nhiên trong lòng tôi thấy xót xa... Chính vì cần tiền nên cứ vào khoảng 3 giờ sáng, Vũ Bằng một mình một bóng vừa viết...vừa ngồi hứng từng chậu nước đổ vào bể chứa cho vợ nấu cơm và giặt giũ. Trời vừa hửng sáng, mặc quần áo đi làm, mang theo bản thảo. Buổi trưa đến cây xăng Cống Bà Xếp ngồi giữa hơi xăng và đống dầu mỡ mà viết, vì về nhà con còn nhỏ, la hét um sùm không viết nổi. Có lúc nhà in giục gấp quá, Vũ Bằng viết luôn tại nhà in, được trang nào đưa sắp chữ ngay trang ấy. Nhiều khi Vũ Bằng viết ở ghế đá công viên, nghĩa là chỗ nào và lúc nào anh cũng viết được, vì chữ nghĩa đã có sẵn, chờ dịp trút xuống. Trong đời, tôi được biết có hai nhà văn viết bản thảo một mạch ít khi sửa chữa. Đó là Vũ Bằng và Đào Trinh Nhất.....
Ngoài ra, không ít nhà văn, nhà phê bình nghiên cứu văn học cho rằng ngay từ những năm Ba mươi, Vũ Bằng là một trong những người có công lớn cách tân tiểu thuyết Việt Nam, hiện đại hóa nền văn xuôi Việt Nam

## Tác phẩm "Thương nhớ Mười Hai"

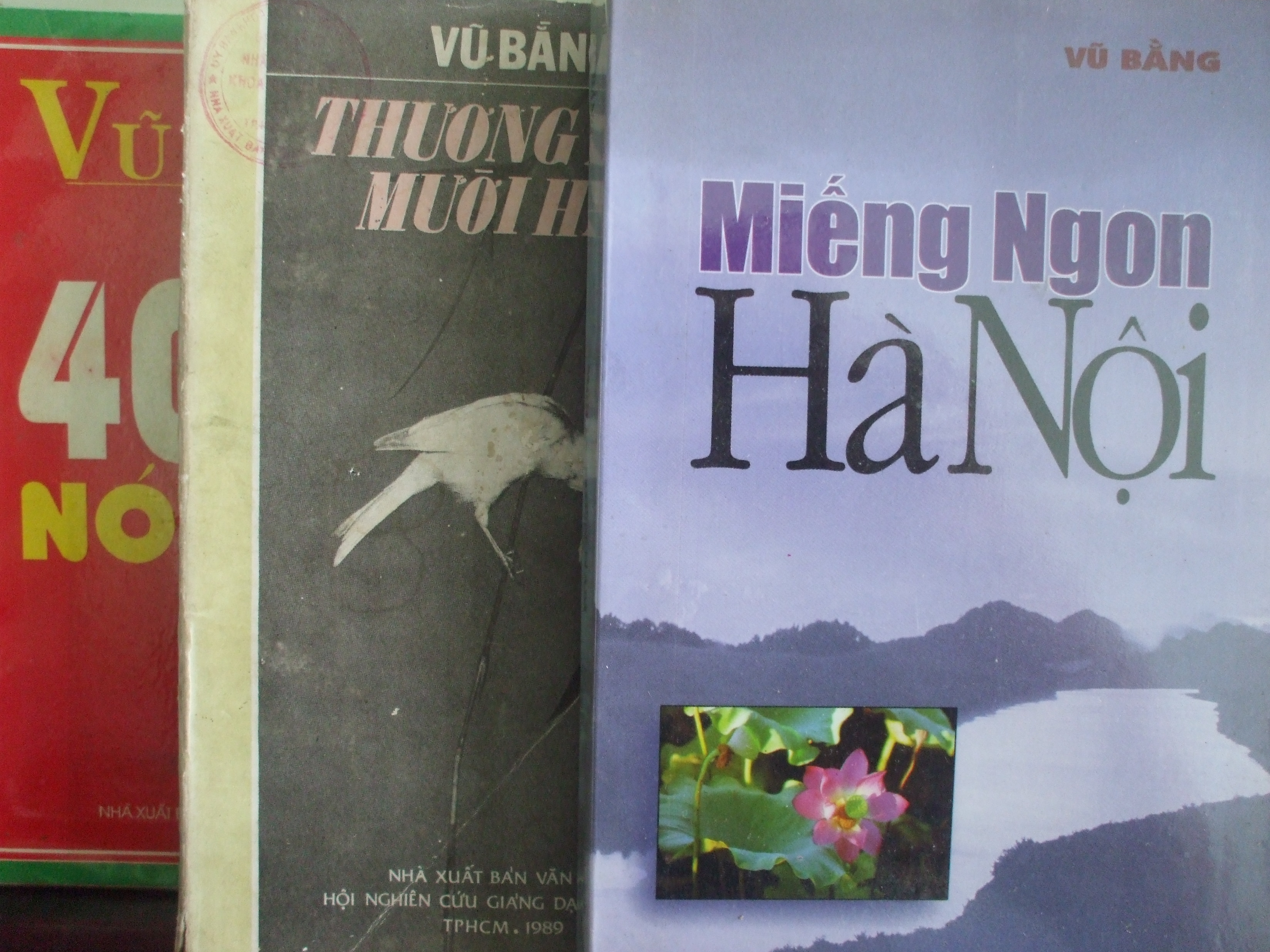
Ba tác phẩm chính của Vũ Bằng

Trong số trước tác của Vũ Bằng, Thương Nhớ Mười Hai là tác phẩm tiêu biểu cho tâm tư và phong cách viết của ông. Nội dung sách ông viết về hình ảnh người vợ tên Quỳ bên kia vỹ tuyến. Ông khởi sự viết từ tháng Giêng 1960, ròng rã mười một năm mới hoàn thành tác phẩm dày khoảng 340 trang vào năm 1971.
GS Hoàng Như Mai đánh giá:
Dù phải thích ứng với hoàn cảnh chính trị như thế nào đấy, cuốn sách vẫn bày tỏ rất rõ tâm sự của một người con miền Bắc nhớ da diết quê hương ở bên kia "giới tuyến". Chính tấm lòng ấy đã cùng với ngòi bút tài hoa của Vũ Bằng làm nên giá trị văn chương của tác phẩm này. Nó hấp dẫn chúng ta từng dòng, từng trang...
Nhà văn Triệu Xuân ca ngợi:
Có người bạn thân, trong lúc đàm đạo văn chương, hỏi tôi: "Sắp sang thế kỷ 21 rồi, nếu chỉ được phép mang mười cuốn sách văn học vào thế kỷ mới, ông mang những cuốn nào?". Tôi trả lời ngay: "Một trong những cuốn tôi mang theo là Thương Nhớ Mười Hai của Vũ Bằng!...
Bởi viết về Hà Nội, viết về đất nước quê hương, không ai có thể hơn Vũ Bằng. Bởi Vũ Bằng yêu Hà Nội, yêu đất nước quê hương khi mà ông đang sống ở Sài Gòn, cách Hà Nội chưa đầy hai giờ máy bay mà vời vợi ngàn trùng. Nỗi nhớ niềm yêu ấy là tuyệt vọng! Hơn thế nữa, bà Nguyễn Thị Quỳ, vợ hiền của ông, người đã góp phần quyết định làm nên một Vũ Bằng nhà văn, nhà báo, là nguồn cảm hứng văn chương của ông...
Và trong Từ điển văn học (bộ mới): 
Văn hồi ký của ông là loại văn trữ tình, giàu chất thơ, hướng vào biểu hiện nội tâm, hướng về phong cảnh thiên nhiên bốn mùa xứ sở. Các câu văn tràn đầy cảm xúc, cảm giác tinh tế. Cùng với Thương nhớ mười hai, Miếng ngon Hà Nội...đã góp phần định hình kiểu hồi ký trữ tình độc đáo. Có thể xem đây là một đóng góp quan trọng của Vũ Bằng vào thể ký nói riêng và nền văn học hiện đại nói chung.

## Hoạt động tình báo
Nhà văn Triệu Xuân kể:
Một thời gian dài, Vũ Bằng và gia đình ông âm thầm chịu tiếng là nhà văn "dinh tê, về thành", nhà văn "quay lưng lại với Kháng chiến", là "di cư vào Nam theo giặc"! Có lẽ vì thế mà trong sách giáo khoa phổ thông cũng như ở bậc đại học, người ta không giảng dạy về Vũ Bằng.
Mặc dù vào những năm 1932 - 1945, Vũ Bằng đã nâng đỡ, hướng nghiệp, dìu dắt rất nhiều nhà văn trẻ, sau này trở thành những nhà văn tên tuổi lẫy lừng; và những người am hiểu Vũ Bằng từ khi ông vào Nam mà tôi đã gặp đều khẳng định: Vũ Bằng là một con người chân chính, một nhà văn yêu nước, có tấm lòng son sắt với Hà Nội.
Khi ông lâm bệnh cho đến lúc trút hơi thở cuối cùng, gia cảnh ông vô cùng túng thiếu.
Nhờ có rất nhiều người yêu mến Vũ Bằng, đã bỏ công sức tìm hiểu lai lịch cuộc đời ông, nên phát hiện thêm nhiều bằng chứng cho thấy không phải ông "dinh tê, di cư, phản bội", mà là ông đã nhận nhiệm vụ hoạt động bí mật trong giới trí thức nội thành từ năm 1952.
Nhờ vậy, vấn đề Vũ Bằng đã được Hội Nhà văn Việt Nam cử người xác minh.
Tháng 3 năm 2000, Cục Chính trị thuộc Tổng cục 2 - Bộ Quốc phòng Việt Nam đã có văn bản xác nhận nhà văn Vũ Bằng là chiến sĩ quân báo. Hy vọng rằng ở nơi chín suối, hương hồn nhà văn Vũ Bằng sẽ thanh thản sau những năm dài buồn tủi...

## Các tác phẩm
- Lọ văn (tập văn trào phúng, 1931)
- Một mình trong đêm tối (tiểu thuyết, 1937)
- Truyện hai người (tiểu thuyết, 1940)
- Tội ác và hối hận (tiểu thuyết, 1940)
- Chớp bể mưa nguồn (tiểu thuyết, 1941)
- Quých và Quác (truyện thiếu nhi, 1941)
- Để cho chàng khỏi khổ (tiểu thuyết, 1941)
- Bèo nước (tiểu thuyết, 1944)
- Ba truyện mổ bụng (tập truyện, 1941)
- Cai (hồi ký, 1944)
- Mộc hoa vương (tiểu thuyết, 1953)
- Ăn tết thủy tiên (1956)
- Miếng ngon Hà Nội (bút ký, 1960)
- Miếng lạ miền Nam (bút ký, 1969)
- Bốn mươi năm nói láo (hồi ký, 1969)
- Khảo về tiểu thuyết (biên khảo, 1969)
- Mê chữ (tập truyện, 1970)
- Nhà văn lắm chuyện (1971)
- Những cây cười tiền chiến (1971)
- Thương nhớ mười hai (bút ký, 1972)
- Người làm mả vợ (tập truyện ký, 1973)
- Bóng ma nhà mệ Hoát (tiểu thuyết, 1973)
- Nước mắt người tình (tiểu thuyết, 1973)
- Tuyển tập Vũ Bằng (3 tập, Nhà xuất bản Văn học, 2000)
- Những kẻ gieo gió (2 tập, Nhà xuất bản Văn học, 2003)
- Vũ Bằng toàn tập (4 tập, Nhà xuất bản Văn học, 2006)
- Vũ Bằng, Các tác phẩm mới tìm thấy (Lại Nguyên Ân sưu tầm. Nhà xuất bản. Văn hóa Sài Gòn, 2010)
- Hà Nội trong cơn lốc (Nhà xuất bản Phụ Nữ, 2010)
- Văn Hóa... Gỡ (Nhà xuất bản Phụ Nữ, 2012).

và một số sách dịch khác.
Một triển lãm tác phẩm Vũ Bằng kỷ niệm 100 năm ngày sinh của ông được ra mắt tháng 6 năm 2013 tại Nhã Nam thư quán (TP. Hồ Chí Minh) với gần 40 đầu tài liệu gồm sách, báo, thủ bút bản thảo của ông.